# Andalucía Open 2022
El Andalucía Open 2022 denominado por razones de patrocinio AnyTech365 Andalucía Open fue un torneo de tenis en el que la competición masculina se incluyó en el ATP Challenger Tour y la femenina en los Torneos WTA 125s. El torneo tuvo lugar en la ciudad de Marbella (España), desde el 27 de marzo hasta el 3 de abril de 2022 sobre pista de tierra batida.

## Cabezas de serie

### Jugadores participantes del cuadro de individuales
| Favorito | País                       | Jugador                 | Rank1 | Posición en el torneo |
| -------- | -------------------------- | ----------------------- | ----- | --------------------- |
| 1        | Bandera de Austria         | Dominic Thiem           | 50    | Primera ronda         |
| 2        | Bandera de Eslovaquia      | Alex Molčan             | 65    | Cuartos de final      |
| 3        | Bandera de España          | Pablo Andújar           | 67    | Semifinales           |
| 4        | Bandera de República Checa | Jiří Veselý             | 77    | Semifinales           |
| 5        | Bandera de España          | Roberto Carballés Baena | 79    | Cuartos de final      |
| 6        | Bandera de España          | Jaume Munar             | 89    | CAMPEÓN               |
| 7        | Bandera de Italia          | Marco Cecchinato        | 93    | Primera ronda         |
| 8        | Bandera de España          | Carlos Taberner         | 94    | Segunda ronda         |

- 1 Se ha tomado en cuenta el ranking del 21 de marzo de 2022.

### Otros participantes
Los siguientes jugadores recibieron una invitación (wild card), por lo tanto ingresan directamente al cuadro principal (WC):
- Carlos Gimeno Valero
- Dominic Thiem
- Stan Wawrinka

Los siguientes jugadores ingresan al cuadro principal tras disputar el cuadro clasificatorio (Q):
- Javier Barranco Cosano
- Raúl Brancaccio
- Carlos Gómez-Herrera
- Lukáš Klein
- Pol Martín Tiffon
- Aleksandr Shevchenko

### Individuales femenino
| Tenista          | Ranking | Preclasificada |
| Danka Kovinić    | 66      | 1              |
| Varvara Gracheva | 71      | 2              |
| Mayar Sherif     | 73      | 3              |
| Arantxa Rus      | 75      | 4              |
| Clara Burel      | 82      | 5              |
| Panna Udvardy    | 83      | 6              |
| Martina Trevisan | 88      | 7              |
| Anna Schmiedlová | 92      | 8              |

- Ranking del 21 de marzo de 2022

### Dobles femenino
| Tenista                            | Ranking | Preclasificada |
| Aleksandra Krunić Alexandra Panova | 123     | 1              |
| Irina Bara Ekaterine Gorgodze      | 127     | 2              |

## Campeones

### Individual Masculino
Jaume Munar derrotó en la final a  Pedro Cachín, 6–2, 6–2

### Dobles Masculino
Roman Jebavý /  Philipp Oswald derrotaron en la final a  Hugo Nys /  Jan Zieliński, 7–6(6), 3–6, [10–3]

## Campeonas

### Individuales femeninos
Mayar Sherif venció a  Tamara Korpatsch por 7–6(1), 6–4

### Dobles femenino
Irina Bara /  Ekaterine Gorgodze vencieron  Katarzyna Kawa /  Vivian Heisen por 6–4, 3–6, [10–6]